# Салтыков, Николай Иванович (1830)
Светлейший князь Салтыков, Николай Иванович (1830—1901) — русский придворный из рода Салтыковых, тайный советник (1893), обер-церемониймейстер (1893), обер-шенк (1899); гдовский уездный предводитель дворянства.

## Биография
Единственный сын князя Ивана Дмитриевича Салтыкова (25.09.1797—1831) от брака с графиней Елизаветой Павловной Строгановой (1802—1863) родился 22 июня (4 июля) 1830 года. По отцу — правнук генерал-фельдмаршала Н. И. Салтыкова, по матери — графа А. С. Строганова. Родился в Петербурге, крещён 8 июля 1830 года в Исаакиевском соборе, крестник князя А. Н. Салтыкова и своей бабушки графини С. В. Строгановой.
Рано потеряв отца, был воспитан матерью и получил домашнее образование. Службу начал в декабре 1852 года и до 1859 года служил в армии. Выйдя в отставку в чине подпоручика, поступил на придворную службу, с 1863 года камер-юнкер. Проживая в своей усадьбе Чернёво, в одном из крупнейших и красивейших владений Гдовского уезда, князь Салтыков несколько лет подряд избирался гдовским уездным предводителем дворянства (1870—1881). В 1884 году организовал там производство спичек (фабрика «Сфинкс»). С 1883 года — церемониймейстер двора. С 1884 года — исправляющий должность 2-го обер-церемониймейстера.
Активно занимался благотворительностью и состоял в комитете Императорского Общества поощрения художников. Проживал в Петербурге в собственном доме на Миллионной улице, кроме того владел дачей на Чёрной речке, домами на Строгановской улице и на Дворцовой набережной. Скончался в Петербурге от порока сердца и хронического воспаления легких 3 (16) августа 1901 года и был похоронен в Духовской церкви Александро-Невской лавры. По словам статс-секретаря А. А. Половцова:

Князь Салтыков был человек во всех отношениях почтенный и добродетельный. В нём не было ничего выдающегося, он не отличался никакими особенностями, но его семидесятилетняя жизнь протекла, неизменно внушая всем его знавшим полное уважение.

## Семья

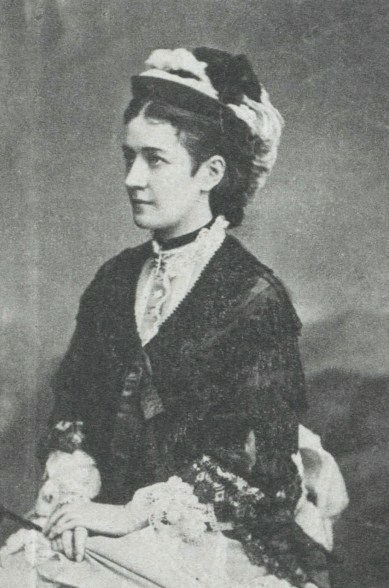
Анна Сергеевна, жена

Жена — княжна Анна Сергеевна Долгорукова (1848? —1920), младшая дочь камергера князя Сергея Алексеевича Долгорукова от брака его с графиней Марией Александровной Апраксиной; фрейлина двора (01.01.1867) и кавалерственная дама ордена Святой Екатерины (меньшого креста) (22.07.1913). По замечаниям современников, княгиня Анюта, как звали Салтыкову в свете, «происходила из многочисленного семейства красавцев и красавиц, наделавших много шума своими самолюбивыми и тщеславными происками, нередко находившими высокое и высочайшее покровительство», она «отличалась породистой красотой» и некогда принимала активное участие в жизни венского общества. После революции она решила никуда не бежать и осталась жить в своём дворце на Дворцовой набережной. После национализации имущества была вынуждена ютиться в помещении привратника своего петербургского дворца, куда её пустили из сострадания, где и умерла. В браке имела детей:
- Елизавета (21.04.1868[7]—1957), родилась в Париже, крещена 6 июня 1868 года в церкви Александра Невского при восприемстве князя П. Д. Салтыкова и бабушки М. А. Долгоруковой, вместо которой присутствовала княгиня О. П. Долгорукова; фрейлина (1888), замужем (с 1893) за князем А. Д. Оболенским.
- Мария (14.05.1870[8]—29.11.1880), близнец с братом, крещена 10 июня 1870 года в Царскосельском придворном соборе при восприемстве деда князя С. А. Долгорукова и княгини А. П. Голицыной.
- Иван (15.05.1870[8]—1941), крещён 10 июня 1870 года в Царскосельском придворном соборе при восприемстве графа С. Г. Строганова и бабушки княгини М. А. Долгоруковой; генерал-майор, с его смертью княжеская линия Салтыковых пресеклась.
- Анна (07.04.1872[9]—1962), крещена 3 мая 1872 года в церкви Св. Великомученика Пантелеймона при восприемстве князя Н. С. Долгорукова и графини Н. П. Строгановой; фрейлина (1891), в замужестве (с 7 апреля 1896 года; Ницца[10]) за Александром Николаевичем Львовым (1863—1914), дипломатом, генеральным консулом в Будапеште. Похоронена на русском кладбище Кокад в Ницце[11]
- Серафима (26.02.1875[12]—10.05.1898[13]), крещена 6 апреля 1875 года в церкви Св. Великомученика Пантелеймона при восприемстве князя В. В. Голицына и бабушки княгини М. А. Долгоруковой; фрейлина (1894), замужем (с 28 июня 1897) за светлейшим князем А. П. Ливеном, скончалась от родильной горячки, похоронена в имении Межотне Курляндской губернии.

## Награды
- Орден Святого Станислава 1-й степени (1888)
- Орден Святой Анны 2-й степени
- Орден Святого Владимира 4-й степени
- Орден Короны 2-го класса со звездой (1888) (Королевство Пруссия)
- Орден Льва и Солнца 1-го класса (Персия)